# Plectropomus pessuliferus
Plectropomus pessuliferus, comúnmente conocido como mero de coral errante o mero de coral moteado, es una especie de pez marino con aletas radiadas, un mero de la subfamilia Epinephelinae que forma parte de la familia Serranidae, que también incluye a las antias y las lubinas. Se encuentra en el Indo-Pacífico, aunque algunas autoridades consideran que el taxón del mar Rojo, P. marisrubri es una especie separada.

## Galería de imágenes

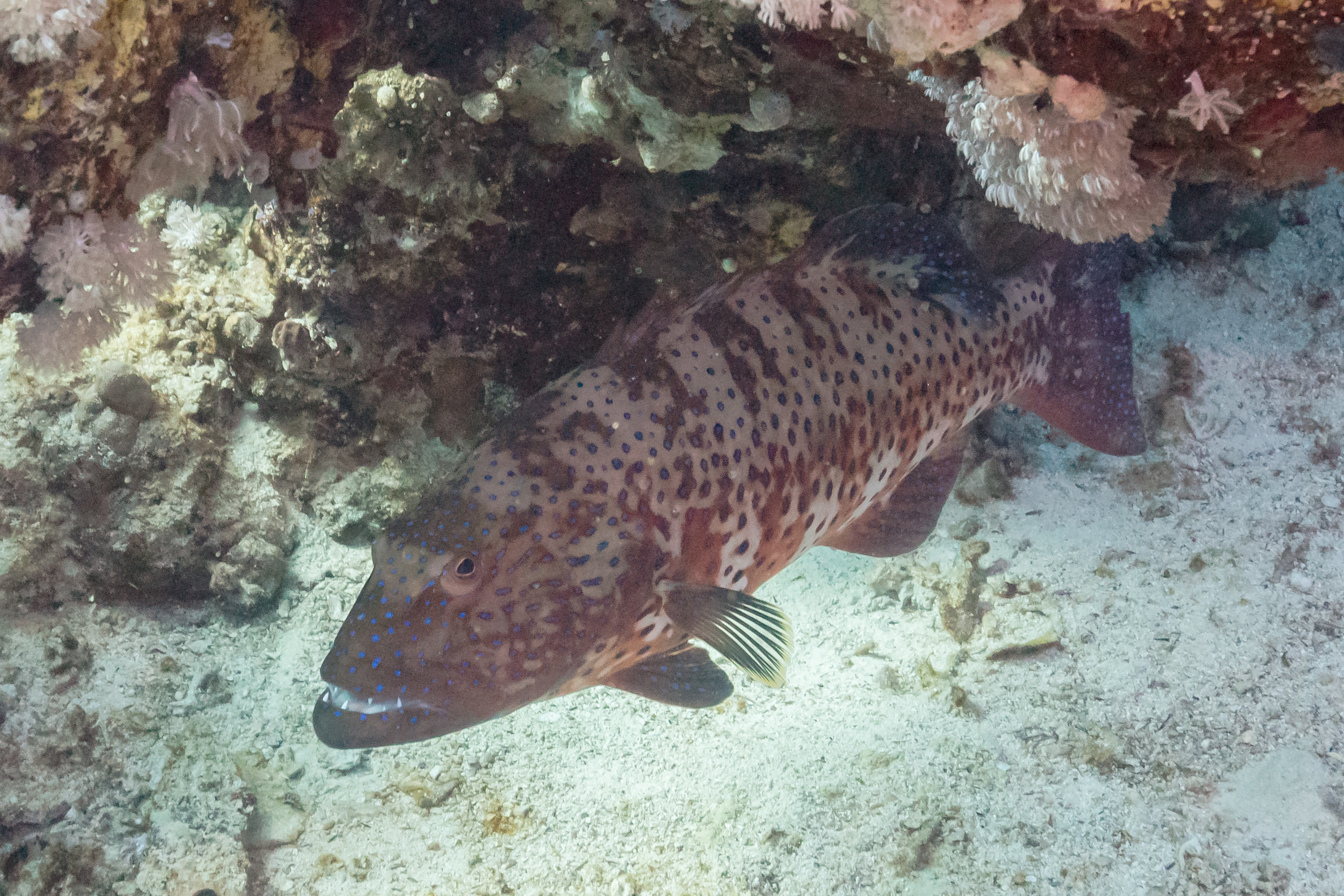
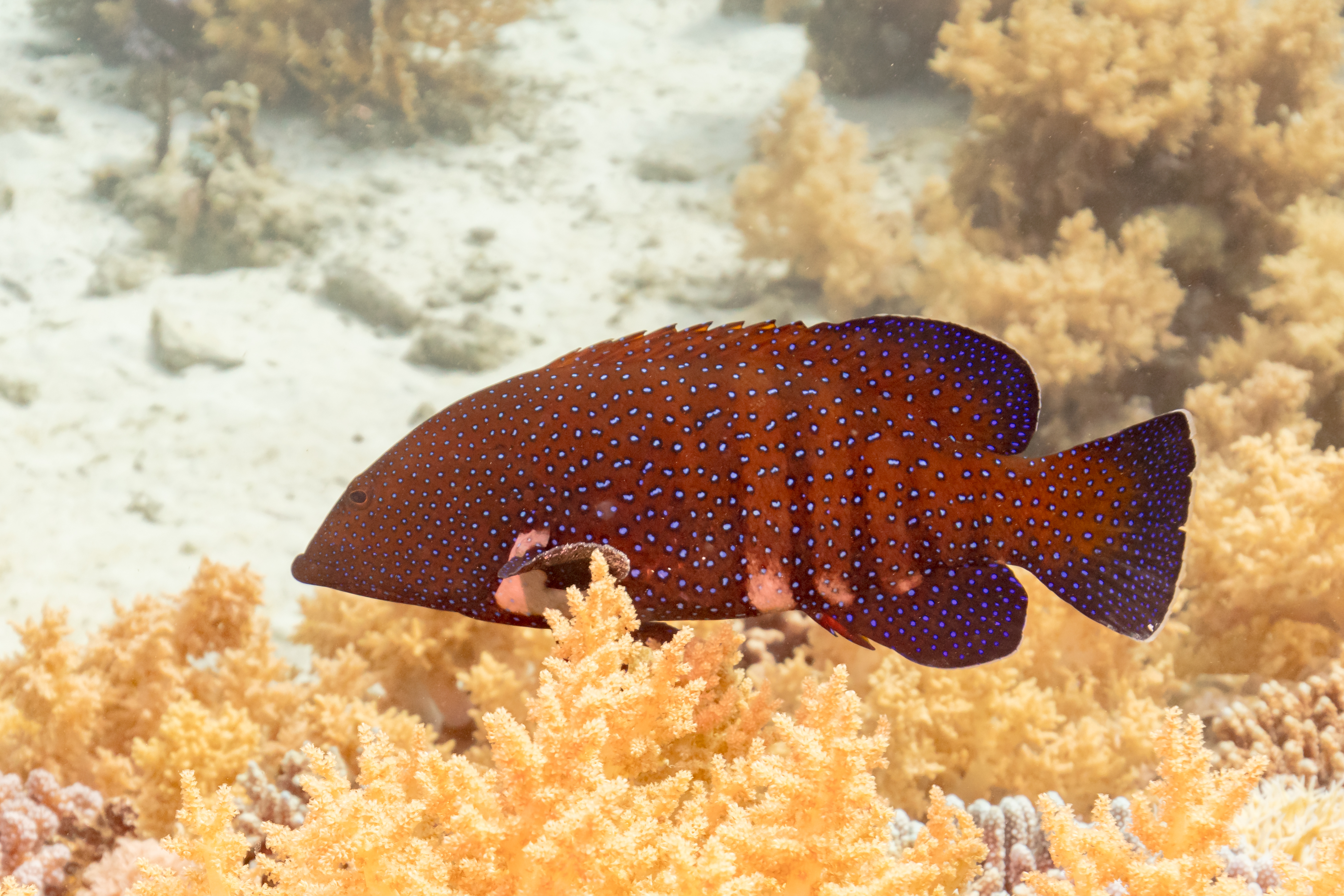

## Descripción
Plectropomus pessuliferus tiene un cuerpo alargado y robusto, con una longitud estándar de casi 3 a 4 veces la profundidad del cuerpo. El preopérculo es en su mayoría redondeado, con tres espinas grandes que apuntan hacia abajo a lo largo de la mitad inferior. La cubierta branquial tiene dos espinas cubiertas de piel a cada lado de una espina central desnuda. La aleta dorsal contiene de 7 a 8 espinas y de 10 a 12 radios blandos, mientras que la aleta anal contiene 3 espinas y 8 radios blandos. La parte espinosa de la aleta dorsal tiene una base más corta que la parte de radios blandos. La aleta caudal es truncada en los adultos y emarginada en los juveniles. La cabeza, el cuerpo y las aletas son de color marrón a rojo anaranjado, con muchas manchas azules pequeñas, cada una con bordes oscuros, algunas de estas manchas en la cabeza y los flancos son alargadas, normalmente en forma vertical, con muchas menos manchas en la parte inferior del cuerpo. A menudo hay un anillo azul alrededor del ojo, aunque puede estar roto. Esta especie alcanza una longitud total de 120 centímetros.

## Distribución
Este mero es una especie muy extendida pero bastante rara que se puede encontrar en el Indo-Pacífico, desde el mar Rojo, al sur a lo largo de la costa este de África hasta Mozambique y Madagascar y al este a través del Océano Índico hasta el Triángulo de Coral del Océano Pacífico Occidental.

## Hábitat y biología
Estos peces viven en arrecifes de coral, en lagunas poco profundas y arrecifes marinos, en un rango de profundidad de 25 a 147 m. Esta especie carnívora se alimenta principalmente de peces y crustáceos. A veces participan en la caza cooperativa con la morena gigante (Gymnothorax javanicus), el napoleón (Cheilinus undulatus) o el gran pulpo azul (Octopus cyanea).

## Taxonomía
Esta especie fue descrita formalmente por primera vez como Plectropoma pessuliferum por el ictiólogo estadounidense Henry Weed Fowler (1878-1965) con la localidad tipo dada como Padang en Sumatra. 
Algunas autoridades reconocen a Plectropomus marisrubri, que FishBase trata como un sinónimo de P. pessuliferus, como una especie válida,  mientras que otros lo tratan como una subespecie de P. pessuliferus, Pp maristrubri. Los análisis filogenéticos mostraron que P. pessuliferus, que es una especie relativamente pequeña y tiene una distribución desde el océano Índico central hasta el Triángulo de Coral, es la especie hermana del mero coralino leopardo (P. leopardus) y no es el pariente más cercano del taxón del mar Rojo, Pp marisrubri.

## Utilización
Plectropomus pessuliferus se captura con lanza, líneas de mano, redes de enmalle y trampas. En las Maldivas, se exporta al sureste de Asia para la venta en el comercio de peces vivos de arrecife y se considera de gran valor.